# Ivan Mercina (učitelj)
Ivan Mercina, slovenski učitelj, kulturni in gospodarski delavec, * 20. april 1885, Goče, † 18. april 1971, Ljubljana.

## Življenje in delo
Rodil se je v družini učitelja Franca in gospodinje Ivane Mercina rojene Cotič. Končal je osnovno šolo v rojstnem kraju in učiteljišče v Ljubljani (1904). Poučeval je v Slapu (1904-1908) in Ložah pri Vipavi (1908-1924), ko so ga  fašistične oblasti odpustile iz službe. Zaradi preganjanja se je izselil v Kraljevino Srbov, Hrvatov in Slovencev. Tu je bil 14. januarja 1925 imenovan za ravnatelja osnovne šole v Starem trgu pri Ložu. Ravnatelj je ostal vse do italijanske okupacije. 24. junija 1941 so ga fašisti aretirali, najprej zaprli v ljubljanskih, nato v tržaških zaporih, od koder so ga odpeljali koncentracijsko taborišče pri kraju Isernia v istoimenski pokrajini. Po italijanski kapitulaciji je z zavezniki odšel v Egipt ter se 15. julija 1945 vrnil domov v Stari trg. Tu je do upokojitve 31. decembra 1946 poučeval na osnovni šoli, potem pa še honorarno na nižji gimnaziji, istočasno pa do leta 1962 vodil pevski zbor Svoboda.
Mercina je bil eden tistih slovenskih učiteljev, ki so vse svoje moči in sposobnosti posvetili kulturi in gospodarskemu napredku svojega ljudstva. Zapustil je trajne sadove svojega dela; pospeševal je napredno vinogradništvo, živinorejo in Kmetijstvo. Bil je tudi strasten lovec. V Starem trgu je poleg zbora Svoboda vodil še oktet, v Ložu pa pihalni orkester. Pred vojno pa je preko Javornikov vzdrževal ilegalne povezave članov organizacije TIGR. Pri njem so se ustavljale oborožene trojke pred prehodom državne meje v Italijo in po vrnitvi. Skrival je njihovo opremo in jih kril pred jugoslovanskimi oblastmi ter pomagal ubežnikom s Primorske, da so dobili zaposlitev.